# Born to Be Wired
Born To Be Wired è stato un evento di wrestling prodotto dalla Extreme Championship Wrestling e tenutosi nella ECW Arena il 9 agosto 1997.

## Risultati
| Little Guido sconfisse Prodigy                                                                                    | Single match                                               | 6:05  |
| Mikey Whipwreck sconfisse Louie Spicolli                                                                          | Single match                                               | 6:56  |
| Spike Dudley sconfisse Bam Bam Bigelow                                                                            | Single match                                               | 6:37  |
| Chris Candido sconfisse Chris Chetti                                                                              | Single match                                               | 10:43 |
| Shane Douglas sconfisse Lance Storm                                                                               | Single match                                               | 9:02  |
| Taz (c) sconfisse Al Snow per sottomissione                                                                       | Single match per l'ECW World Television Championship       | 10:15 |
| Dudley Boyz (Buh Buh Ray Dudley, D-Von Dudley, Big Dick Dudley) sosnfissero Axl Rotten, Balls Mahoney, Hack Myers | Six man tag team match                                     | 12:00 |
| Rob Van Dam sconfisse Tommy Dreamer                                                                               | Single match                                               | 9:50  |
| Sabu sconfisse Terry Funk (c)                                                                                     | Barbed wire match per l'ECW World Heavyweight Championship | 20:40 |